# Christoph von Unruh

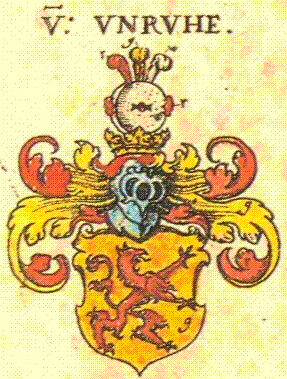
Wappen Christoph von Unruh

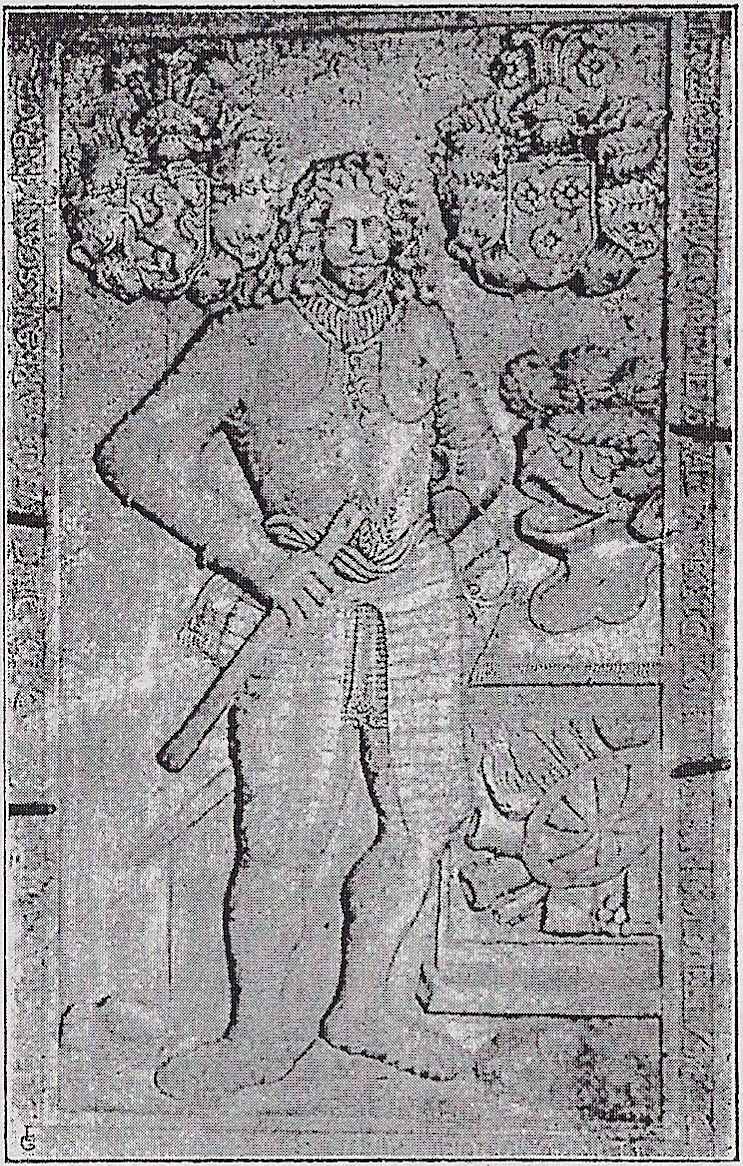
Grabstein Christoph von Unruh in der ehem. Ev. Kirche Birnbaum-Lindenstadt

Christoph (Christophorus) von Unruh (* 26. Mai 1624; † 29. Januar 1689 in Leszno) war Starost von Gniezno und Birnbaum, entstammte dem Adelsgeschlecht von Unruh, gründete 1641 die Exulantensiedlung Unruhstadt für evangelische Glaubensflüchtlinge aus Schlesien und bewirkte in seiner Herrschaft Birnbaum dank seiner religiösen Toleranz eine enorme Zuwanderung an protestantischen Glaubensflüchtlingen aus ganz Deutschland, die dem Dreißigjährigen Krieg entkommen wollten.
Christoph von Unruh richtete seinen Sitz in dem bereits vorhandenen Gutsbezirk Lindenstadt vor den Toren Birnbaums ein, baute ihn aber komplett um. Er errichtete ein neues Schloss und für seine protestantischen Schützlinge auf dem Gut eine eigene Kirche. Er erwarb zudem weitere namhafte Güter, insbesondere das in Tirschtiegel.
Christoph, in alten Quellen durchweg Christophorus genannt, war zweimal verheiratet. Die erste Ehe schloss er mit Marianne von Braun-Broniewski († 1664), die zweite Ehe mit Gottliebe von Jaskobecki-Kähme († 1712). Die jeweiligen zwei Söhne, und dann wiederum deren Kinder aus diesen Verbindungen, wurden mit Gütern ausgestattet. 
Christoph von Unruh war 1689 nach Leszno gereist, um dort die Vermählung seines Sohnes Bogusław von Unruh (* 1661; † 1725) mit Anna Constantia Ludovica von Zychlinska zu feiern. Doch er erkrankte und starb dort am 29. Januar 1689. Sein Leichnam wurde nach Międzychód übergeführt und auf dem Friedhof der evangelischen Kirche dort beerdigt. Sein Grabstein befindet sich heute in der Vorhalle der 1840 neu errichteten Kirche.
Aus seiner von ihm mitbegründeten genealogischen Familienlinie, genannt Stamm A (in Schlesien), stammen u. a. später auch der Oberst Otto von Unruh (* 1863; † 1945) und der Jurist Prof. Adalbert von Unruh (* 1906; † 1943). Es gibt bis heute weitere Nachfahren.